# Oscar Eckenstein

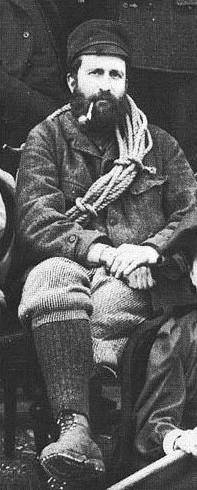
Oscar Eckenstein in den 1890ern

Oscar Johannes Ludwig Eckenstein (* 21. September 1859 in Canonbury; † 1921 in Oving, Buckinghamshire) war ein britischer Kletterer und Alpinist deutsch-jüdischer Abstammung und Erfinder der zehnzackigen Steigeisen und der damit verbundenen Eckensteintechnik.

## Leben
Oscar Eckenstein wurde als Kind eines deutschen Vaters, der als Sozialist 1848 Deutschland verließ, und einer englischen Mutter am 21. September 1859 in Canonbury, London geboren. Er hatte zwei Schwestern, Amelia und Lina. Er besuchte in London die University College School und studierte anschließend Chemie in London und Bonn. Sozialist wie sein Vater, wurde Oscar aktives Mitglied im National Liberal Club. Als Eisenbahningenieur arbeitete er für die International Railway Congress Association, ein internationales Forum zur Klärung technischer Fragestellungen im Eisenbahnwesen. Im Februar 1918, bereits 58-jährig, heiratete er Margery Edwards und ließ sich in dem Dorf Oving nahe Aylesbury nieder, wo er bald darauf im Jahre 1921 kinderlos starb.

## Bergsteigen
Eckenstein bestieg seinen ersten Berg im Alter von 13 Jahren. 1886 bestieg er seinen ersten Berg in den Alpen. Am 8. August 1887 gelang ihm, geführt von Matthias Zurbriggen, die Erstbesteigung des Stecknadelhorns in den Walliser Alpen. Um 1890 lernte er beim Klettern im Lake District Aleister Crowley kennen, dessen Freund, Seilgefährte und Mentor er wurde. Weitere Seilgefährten in Wales waren J. M. Archer Thomson und Geoffrey Winthrop Young und in den Alpen Eugen Guido Lammer, Karl Blodig und der junge Paul Preuß, den Eckenstein über zwei Jahre hin in die Westalpen einführte.
1892 nahm Eckenstein an der von William Martin Conway geführten Karakorumexpedition teil.
Im Jahr 1902 war Eckenstein selbst Leiter einer österreichisch-britischen Expedition zum K2. Teilnehmer waren: Jules Jacot-Guillarmod als Expeditionsarzt, Aleister Crowley, Guy Knowles als Finanzier und die Österreicher Heinrich Pfannl und Viktor Wesseley. Beim Versuch der Besteigung des K2 erreichte Guillarmod mit Wessely am Nordostgrat eine Höhe von rund 6.600 Meter und damit zu diesem Zeitpunkt einen neuen Höhenweltrekord.
Eckenstein war ein durchtrainierter Athlet und einer der frühen Pioniere des Boulderns. Nach ihm ist der Eckenstein Boulder in Wales benannt.

## Erfinder
Im Jahre 1908 verbesserte Eckenstein das Steigeisen wesentlich. Mit seinen zehn Zacken war es schon sehr nahe an den Steigeisen moderner Bauart. Diese Zehnzacker erlaubten das Gehen auf mäßig steilem Eis bis etwa 35° ohne Stufenschlagen. Der Fuß wird dabei im Knöchel abgewinkelt und mit der vollen Sohle quer zur Falllinie aufs Eis gesetzt. Alle Vertikalzacken greifen gleichzeitig. Das Gehen erfolgt schräg zum Hang in Serpentinen, der Pickel dient der bergseitigen Abstützung und dem Halten des Gleichgewichts. Diese Steigtechnik wurde nach ihrem Erfinder auch Eckensteintechnik (auch Allzackentechnik) genannt.
Eckenstein entwickelte auch ein kurzes Eisbeil, das mit nur einer Hand verwendet werden konnte. Die Haue hatte eine Länge von 18 und der Schaft von 84 Zentimetern. Damit war er seiner Zeit weit voraus. In England blieb die Resonanz auf die Neuerungen anfänglich allerdings bescheiden, ein Grund könnte das angespannte Verhältnis zu den Mitgliedern des Alpine Clubs gewesen sein. Eckenstein publizierte über Knoten und die effektive Verwendung genagelter Bergschuhe.

## Werke
- The Karakorans and Kashmir; an account of a journey. Publisher: T.Fisher Unwin, London, 1896  Neuauflage Verlag: BiblioBazaar, 2009 ISBN 978-1-110-86203-0